# Origanum vetteri
Origanum vetteri là một loài thực vật có hoa trong họ Hoa môi. Loài này được Briq. & Barbey mô tả khoa học đầu tiên năm 1895.